# Roșcani, Strășeni
Satul Roșcani este o localitate din Raionul Strășeni  situată la:
_ Latitudinea 47.1473
_  Longitudinea 28.6776 
_ Altitudinea de 115 metri față de nivelul mării. 
Această localitate este în administrarea or. Strășeni.
Distanța directă până în or. Strășeni  este de 7 km. 
Distanța directă până în or. Chișinău este de 24 km.
Având hotar cu moșiile localităților Sireți (la sud), Micăuți (la est), Negrești (la nord) și Strășeni (la vest).   Cel mai înalt deal din regiune urcă podgoriile spre Drăsliceni, cu altitudinea de 274 m.
Satul Roșcani este un loc pitoresc ascuns în sânul a două dealuri, unde pădurea și viile stau de pază, acolo unde mereu e soarele luminos și vântul îți șoptește povești vechi, păstrate cu sfințenie și dragoste de străbuni.
Acest sătuc reprezintă un colț de rai unde Dumnezeu a semănat priveliști încântătoare, case cu o arhitectură frumoasă, națională.
Localitate compactă, pe partea stângă a râului Bâc și căii ferate Ungheni-Chișinău, la coada mării artificiale Ghidighici, între coline și plantații enorme de vii. 
File  din istoria localității
-  În documentele scrise siliștea și ocina Roșcani își făcu apariție la 11 ianuarie 1622, pe timpul voievodului Ștefan al II-lea Tomșa în cea de a doua domnie. (Documente privind Istoria României.
Veacul XVII. A. Moldova. București,1957, vol. V).
-  Unii cercetători, inclusiv Anatol Eremia, înclină spre anul de botez 1435.
- Iar ESM afirmă ,,Menționat documentar în 1697″, fără trimitere la izvoarele scrise.
- Denumirea localității se zice că se trage de la un boier pe nume Roșca care ar fi deținut moșii pe teritoriul localității actuale.
-  „Conform cercetărilor arheologice, primii oameni s-au stabilit aici cu traiul circa 14.000 de ani în urmă. Pe locul stațiunii primitive au fost colectate unelte de muncă și așchii de cremene din paleolitic.
-  După transformarea Daciei în provincie a Imperiului Roman, aici au luat ființă 2 sate, care s-au menținut până în anul 376 d.Hr., când au fost devastate în urma invaziei hunilor, pe locurile lor fiind colectate materiale arheologice din perioada romană (sec.II-IV d.Hr.). 
- Pe moșia satului au fost înregistrate 20 de movile funerare, necropole ale nomazilor din diferite epoci istorice.” (Ion Hîncu. Vetre strămoșești din Republica Moldova. Chișinău, 2003, pag. 147-148).
- Un vas frumos de lut din epoca timpurie a fierului, descoperite în straturile de la Roșcani, împodobește în prezent una din vitrinele Muzeului Național de istorie, mărturie a iscusinței strămoșilor noștri în domeniul olăritului.
Totuși primul document care are o circulație mai acceptabilă și vorbește despre satul Roșcani datează anul 1697.
Sat în județul Chișinău volostea Sirețului, așezat într-un hârtop din stânga a văii Bâcului la 3 km spre NV de satul Sireți.
 Are 69 case cu o populație de 480 suflete, țărani Români, care posedă 296 deseatini pământ de împroprietărire.
În sat exista o școală de 8 ani, unde se învață rusește, de și țăranii nu cunosc această limbă.
Proprietarul boierul satului Petru Leonard cu sora sa Olga posedă 758 deseatini de pământ.
Se perindau anii și generațiile de oameni, moșia bogată în vii și livezi trecea de la un proprietar la altul, epidemiile se năpusteau frecvent în rândurile populației.
-  În anul 1870 în sat erau 44 de case, 73 femei și 103 bărbați, 40 de cai, 180 bovine și 408 ovine și caprine.
- În anul 1875 – 115 bărbați și 86 femei, 26 cai 86 bovine și 277 ovine și caprine.
 Astfel la începutul sec. XX satul voievodal Roșcani din volostea Sireți însuma 69 de case cu o populație de 480 suflete țărani români, care posedau 296 deseatini de pământ, școală elementară cu o clasă, enoriașii aparțineau de biserica din Sireți. Boierul proprietar Petru Leonard și sora sa Olga stăpâneau 758 deseatini de pământ, de două ori mai mult decât toți țăranii luați împreună.
Mai târziu din moșia boierului Leonard nevoiașii au fost împroprietăriți cu pământ în cadrul reformei agrare, inițiate de Sfatul Țării și legiferate de Coroana regală română în anul 1920.
Apoi după un secol de prigonire a limbii materne din școală și biserică, învățământul primar a fost declarat obligatoriu. Din cei 228 copii de vîrstă școlară în 1933 la Roșcani frecventau lecțiile 99 de elevii instruiți de învățătorii Alexandru și Vera Rîhlea. 
În anul 1950 primar al satului a fost ales Sîrghi Gheorghe și secretar din 1951-1954 Țurcan Petru.
La 1 ianuarie 1975 sediul satului era sovhozul-fabrică ,,Roșcani” specializat în viticultură și vinificație. Gospodăria dispunea de un parc de 40 tractoare, combine și autocamioane. 
Populația beneficia de școală medie incomplectă, cămin cultural, bibliotecă,  punct medical, oficiu poștal, creșă, magazin.

## Administrație și politică
Componența Consiliului local Roșcani (9 consilieri), ales la 5 noiembrie 2023, este următoarea:
|  | Partid                                | Consilieri | Componență | Componență | Componență | Componență | Componență | Componență | Componență |
|  | ------------------------------------- | ---------- | ---------- | ---------- | ---------- | ---------- | ---------- | ---------- | ---------- |
|  | Partidul Acțiune și Solidaritate      | 7          |            |            |            |            |            |            |            |
|  | Partidul Liberal Democrat din Moldova | 2          |            |            |            |            |            |            |            |